# Парки Кишинева
На території кишинівського муніципію розташовано 23 парки, 19 із яких розташовані в Кишиневі, 1 лісопарк — у місті Вадул-луй-Воде, один — у місті Ватра і два парки — у місті Кодру.

## Парк Стефана Великого

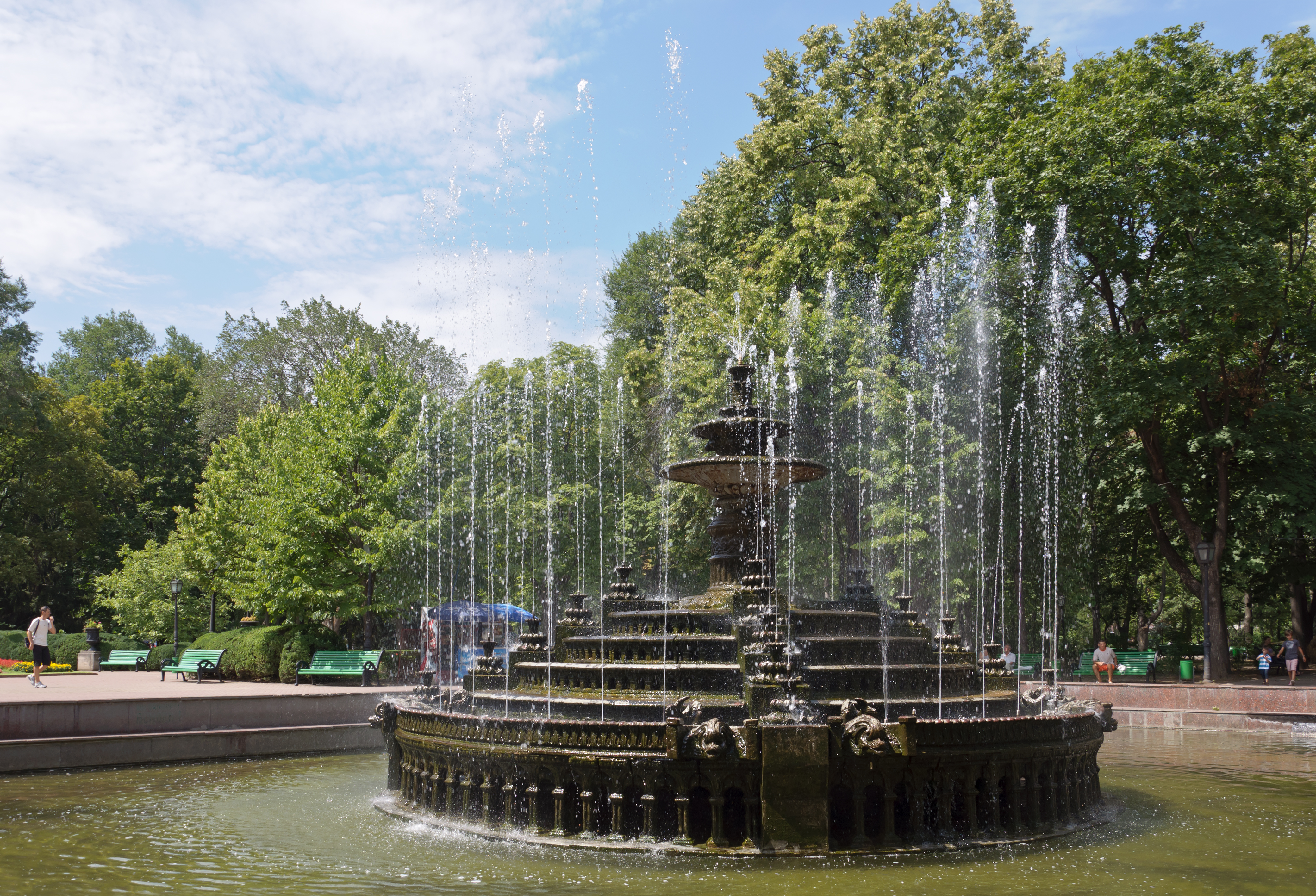
Парк «Штефан чел Маре»

Парк Стефана Великого є одним із найстаріших пам'яток пейзажної архітектури в Бессарабії. Цей зелений масив був споруджений у 1818 за ініціативою дружини губернатора А. Бехметьєва. За часів Молдавської РСР цей парк мав ім'я А. С. Пушкіна. Після розпаду Радянського Союзу він був названий на честь молдавського господаря Стефана Великого (рум. Ştefan cel Mare, Штефан чел Маре).
У 1818 році, під керівництвом міського землеустрою Богдана Ейтнера, були прокладені існуючі нині алеї, посаджені акації, липи, платани, були облаштовані перші квіткові клумби. У 1818 році «для недопущення до міського саду корів, кіз та іншої живності місцевих обивателів» парк був обгороджений тином.
Пізніше було вирішено обнести парк суцільним кам'яним муром, але Олександр Бернардацці запропонував відлити чавунну огорожу, яка, за його підрахунками, коштувала б лише на 1850 рублів дорожче, зате прослужила б довше і виглядала витонченіше. Ця пропозиція була схвалена. Огорожа була виготовлена на механічному заводі в Одесі. Вона складалася з 460 ланок та важила 5400 кг. У Кишинів її доставили 1863 року. Роботи зі встановлення огорожі велися до кінця 1860-х років. Після ураганів 1865 і 1885 років у ній замінили деякі ланки, але огорожа, загалом, добре збереглася.
У центрі парку на гранітній колоні встановлено бронзове погруддя О. С. Пушкіна (1885) роботи скульптора О. М. Опекушина. Пам'ятник було встановлено гроші, зібрані жителями Кишинева за підписним листом (1000 рублів золотом).
У 1928 році біля головного входу в парк з боку Площі Великого Національного Зібрання за проектом скульптора О. Пламадяле та архітектора Є. О. Бернардацці встановлено пам'ятник Стефану Великому. У роки Другої світової війни у парку з'явилася братська могила радянських воїнів. Після війни на місці пам'ятника Пушкіну, який раніше стояв в одній з бічних алей, було збудовано дерев'яний двозальний кінотеатр «Батьківщина», біля виходу на вулиці Бенулеску Бодоні та 31 серпня — спортивний зал, біля виходу на вулиці 31 серпня та Марії Чеботар — оранжереї.
Через парк проходить Алея Класиків (1958), прикрашена бюстами видатних молдавських письменників та діячів культури. У другій половині XX століття в парку була закладена Алея дружби, де удостоювалися честі посадити дерева видні гості Кишинева, серед яких Юрій Гагарін, Горбачов, Мелітон Кантарія.
Площа парку — 7 гектарів. У нього 7 входів, у ньому розташовано 4 фонтани. Головний фонтан розташований у центрі, і до нього сходяться всі паркові алеї.
У парку зростають близько 50 видів дерев, чагарників і ліан, включаючи види, що рідко зустрічаються в Молдові — кедр, канадський бундук, ґліцинія, віргінський ялівець.

### Пам'ятник Пушкіну
Задум спорудити в Кишиневі пам'ятник Пушкіну виник ще в 60-х роках XIX століття, проте тоді здійснити його не вдалося, хоча пожертвування було зібрано. У 1880 році кишинівці звернулися до скульптора Олександра Опєкушина з проханням вибрати для міста пам'ятник Пушкіну. У цей час скульптор працював над його пам'ятником для Москви. Ось рядки з відповіді скульптора: «Дозвольте запропонувати Вам погруддя колосальне, тобто голова в ту ж величину і з тієї ж моделі, що і на Московській Пушкінській статуї».
У 1881 році виконаний Опєкушиним бюст поета доставили до Кишинева залізницею. Пізніше під наглядом скульптора було висічено гранітну колону з п'єдесталом. Спорудженням пам'ятника у 1881—1885 pp. займалася спеціальна комісія. 26 травня 1885 року, в день народження поета за величезного збігу народу, пам'ятник був відкритий в одній з бічних алей парку. Як свідчать фотографії та гравюри того часу, пам'ятник спочатку був оточений ланцюгами. У середині 50-х років XX століття пам'ятник був перенесений до центру парку та встановлений на осі Алеї Класиків. Це був один із перших пам'ятників Пушкіну, який є точною копією верхньої частини статуї, встановленої в центрі Москви.

## Парк «Валя-Трандафірілор»
Парк «Валя-Трандафірілор» (рум. Valea Trandafirilor, Долина Троянд) розташований в південно-східній частині Кишинева. Раніше на місці парку був природний зелений масив площею 145 гектарів та плантації троянд. Земляні греблі перегороджували струмок, утворюючи каскад ставків. Наприкінці 60-х років XX століття розпочався благоустрій парку. Було прокладено нові алеї, укріплено та забетоновано греблі, очищено від мулу озера. Наразі центральна частина парку прикрашена каскадом озер площею 9 гектарів. У парку ростуть близько 50 видів дерев та чагарників. Є естрада на 1000 місць, містечко атракціонів з колесом огляду, ресторани «Дойна», «Стара фортеця» та «Мисливський двір». З 70-х років XX століття у парку почав створюватися музей садово-паркової скульптури.

## Парк «Валя-Морілор»

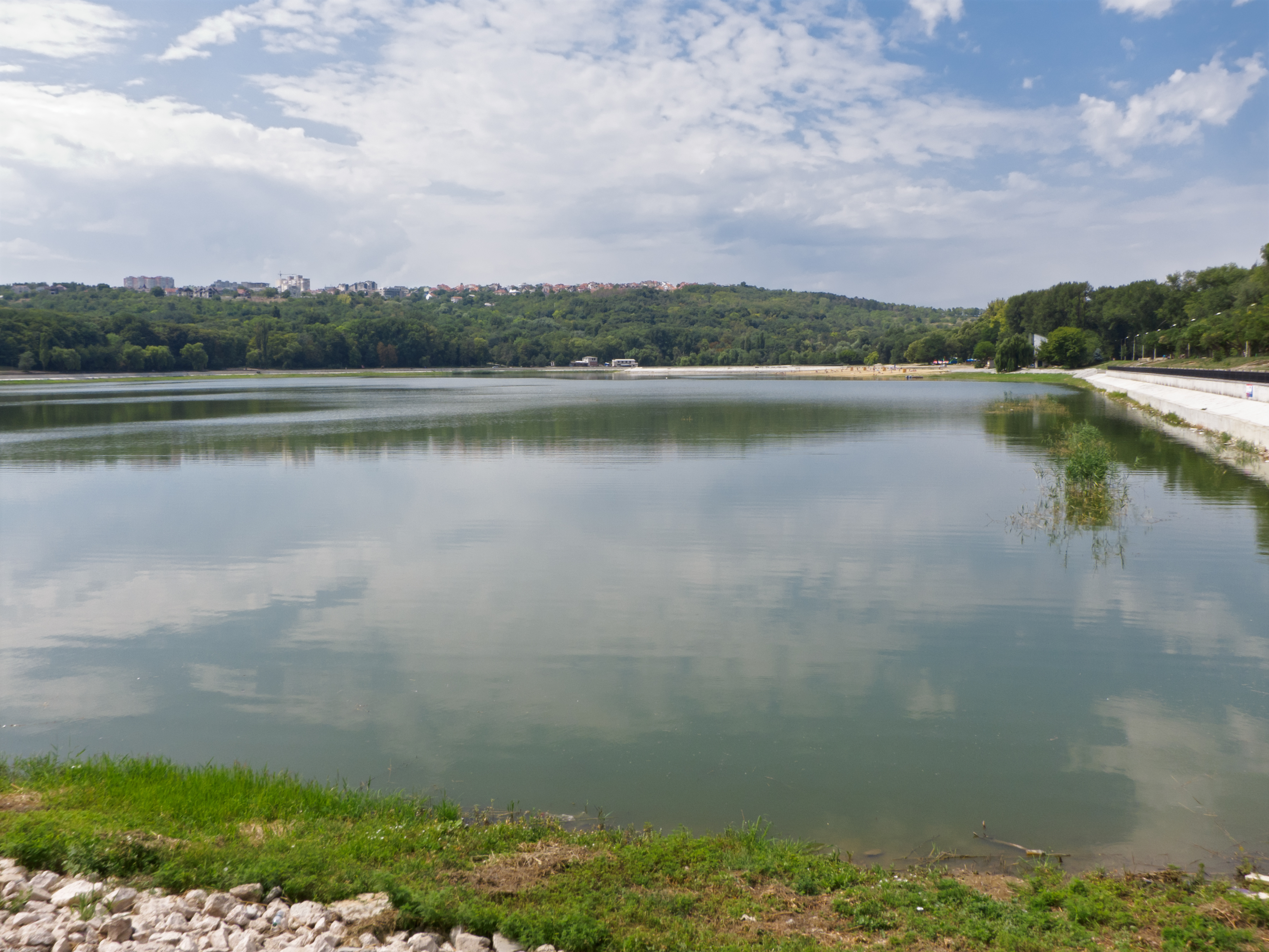
Озеро Валя-Морілор

Парк «Валя-Морілор» (рум. Valea Morilor (долина млинів) розташований у південно-західній частині міста. Його площа — близько 114 гектарів. Закладений у 1951 році. Проект паркового ландшафту розроблено колективом авторів під керівництвом архітектора Р. Курца. Центром ландшафтної композиції слугує озеро Валя-Морілор (колишнє Комсомольське озеро), площа якого становить 34 гектари. Навколо озера влаштовано кільцеву алею завдовжки 2,5 кілометри. Близько половини території парку вкрита зеленими насадженнями. У парку ростуть такі породи: канадська та пірамідальна тополя, кінський каштан, кілька видів акації та клена, біла верба, липа, горобина, катальпа, чорна сосна, японська софора. У парку також є Літній Театр на 5 тисяч місць, «денний» кінотеатр, дитяче містечко «Андрієш», пляж, човникова станція, парк атракціонів «Авентура». До парку примикає зона вільного підприємництва «Молдекспо», де проводяться багато промислових та технологічних виставок.
Леонід Ілліч Брежнєв, приїжджаючи до Кишинева вже в ранзі генерального секретаря, дуже захоплювався цим парком і провів тут кілька годин.
Комсомольське озеро до початку осушення у жовтні 2006
Комсомольське озеро влітку 2008

## Сквер Кафедрального собору

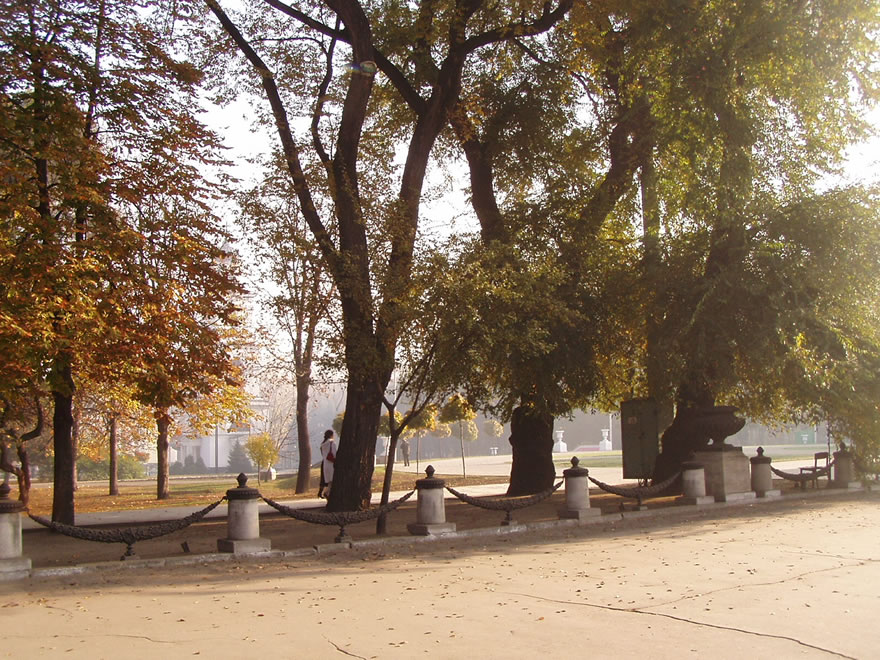
Сквер Кафедрального собору

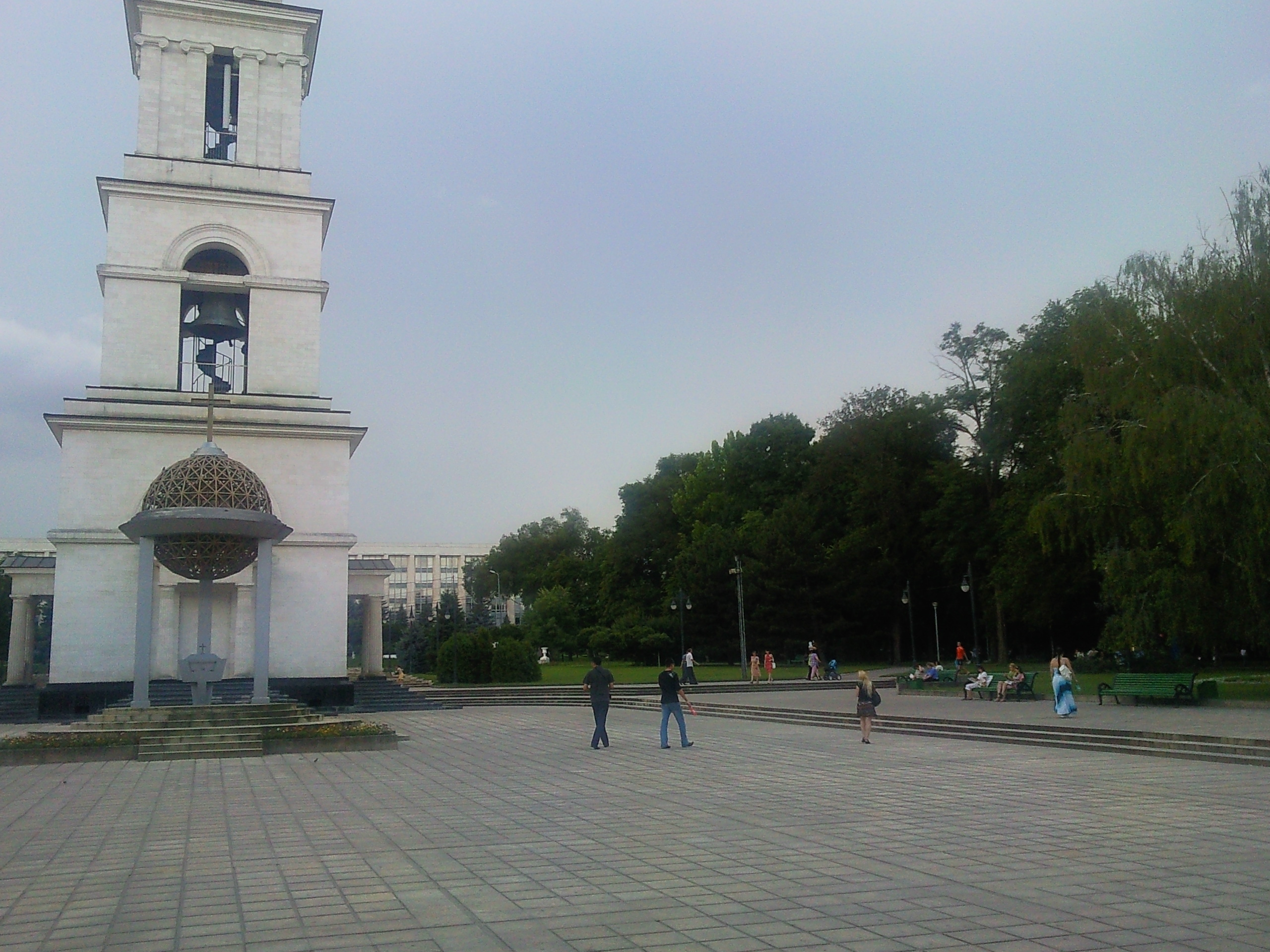

Розташований у центрі міста, південно-західною стороною примикає до площі Великого національного зібрання. Площа скверу — 9 гектарів.
Парк закладений 1836 року. Того ж року завершилося будівництво церковного комплексу Кафедрального Собору та Дзвіниці. Ансамбль зведений за проектом архітектора Абраама Мельникова в стилі пізнього російського класицизму і спочатку складався з Кафедрального Собору Різдва Христового та Дзвіниці, це були найбільші споруди того часу, які надовго стали домінантою міста, навколо яких на 9 гектарах був закладений Соборний Парк. Роботи зі створення Собору розпочалися 26 травня 1830 року. Освячення Собору та Дзвіниці відбулося 13 жовтня 1836 року. Ансамбль постраждав під час війни від бомбардування у червні 1941 року. До 1956 він був повністю відновлений і зведений в ранг пам'ятки архітектури. У ніч з 22 на 23 грудня 1962 року було підірвано і розібрано Дзвіницю — центральну ланку Соборного ансамблю. Кафедральний Собор було перетворено на виставковий зал. На місці дзвіниці пізніше було збудовано фонтан. Після здобуття незалежності Республіки Молдова з ініціативи керівництва Прімерії Кишинева собор заново освячено у 1996 році, а з 1995 по 1998 рік було відновлено дзвіницю. На межі скверу та площі Великого національного зібрання розташована Тріумфальна Арка.

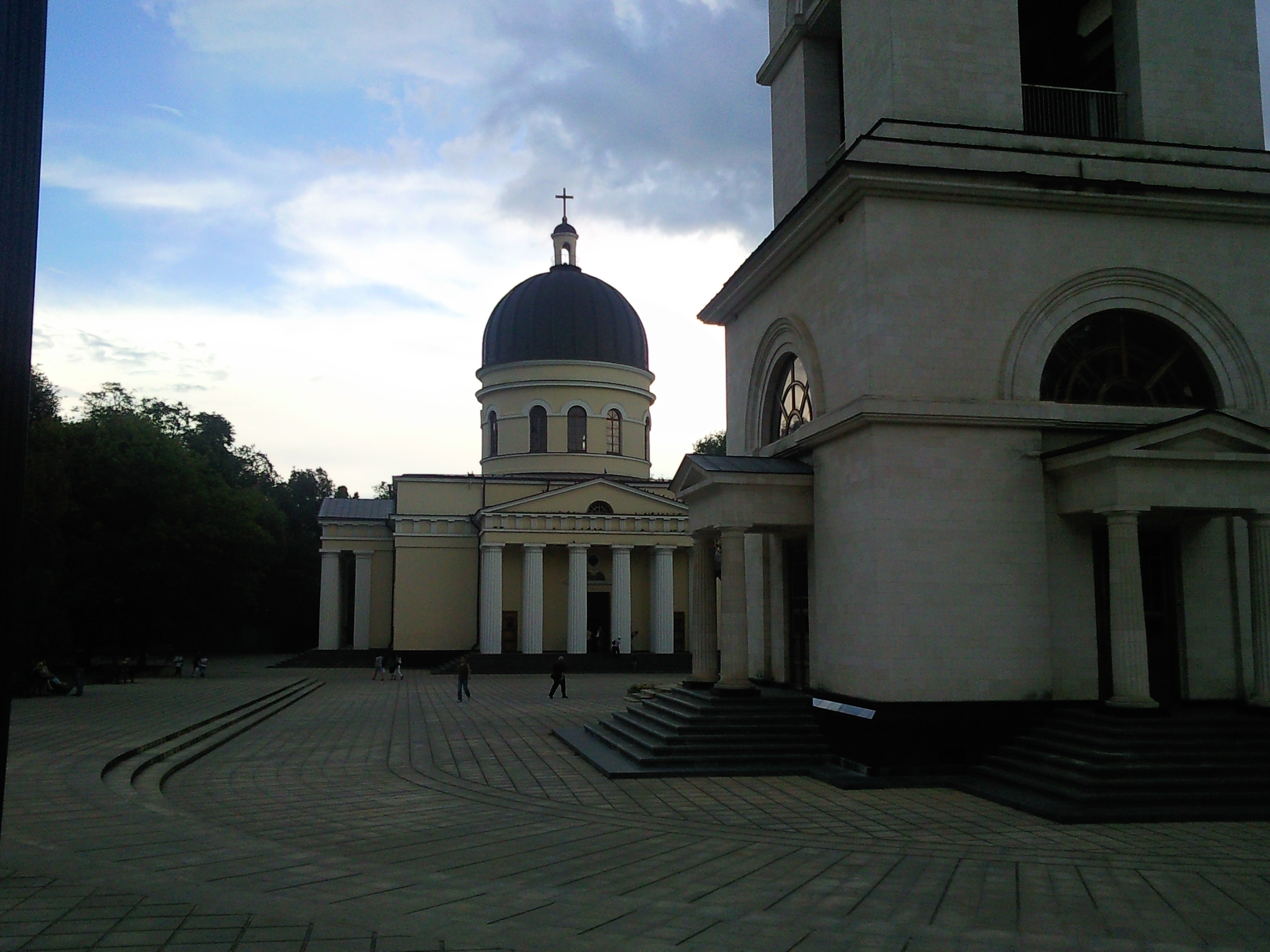
Кафедральний собор

Сквер має 8 входів, від яких прямі алеї ведуть до відкритого простору перед Кафедральним собором. Зелені насадження: перисто-гіллясті в'язи, берези, ялини, клени, липи, горобини, багато квітів і чагарників.

## Парк «Ришкань»
Парк «Ришкань» розташований у північно-східній частині Кишинева. Він поділяє два райони міста: Ришканівку та Чокани. Площа парку — 32 гектари. Він був закладений у 1970 році на базі природного зеленого масиву. У парку переважають місцеві породи дерев: пірамідальна тополя, плакуча верба, біла акація, срібляста липа. У центрі парку є ряд струмків та озер, включаючи мальовниче озеро площею 12 гектарів, одне з найбільших у Кишиневі.
У парку проводяться змагання зі спортивного орієнтування.
Юрій Гагарін, приїжджаючи до Кишинева, провів тут майже годину і посадив дерево.

## Інші парки
- Парк «Ла ізвор» (рум. La izvor, біля джерела)
- Парк Гідігіч
- Парк «Алунелул» (рум. Alunelul, горіх)
- Сквер імені Гоголя — біля однойменного ліцею
- Парк "Бутояш" (молд. «Butoiaș»)